# Garwolin
Pour les articles homonymes, voir Garwolin (homonymie).
Garwolin (prononciation : [ɡarˈvɔlʲin]) est une ville polonaise du powiat de Garwolin de la voïvodie de Mazovie dans le centre-est de la Pologne.
Elle est le siège administratif de la gmina de Garwolin (bien que ne faisant pas partie du territoire de la gmina) et du powiat de Garwolin.
Elle se situe à environ 100 kilomètres au nord-ouest de Lublin et 62 kilomètres au sud-est de Varsovie (capitale de la Pologne).
La ville couvre une surface de 22,08 km2 et comptait 16 710 habitants en 2009.

## Histoire
De 1975 à 1998, la ville appartenait administrativement à la voïvodie de Siedlce.

## Relations internationales

### Jumelage
La ville de Garwolin est jumelée avec:
- Gorki (Biélorussie) (2002)
- Fürstenau (Allemagne) (2004)